# ФК Тамбов
„Тамбов“ (на руски: Футбольный клуб „Тамбов“) е футболен клуб в гр. Тамбов, Русия.
Основан е през 2013 г. В отбора са привлечени футболисти от местните отбори „Академия на футбола“ и разформирования „Спартак“.
Започва съществуването си в Руска втора дивизия, зона Център. Бюджетът е 70 милиона рубли. През първия си сезон в професионалния футбол отборът завършва на 12 място в дивизията си.

## Успехи
ФНЛ: (2 ниво)
- Шампион (1): 2018/19

ПФЛ (зона „Център“): (3 ниво)
- Шампион (1): 2015/16

 Купа на Русия
- 1/8 финалист (1): 2017/18

## Известни играчи
- Аслан Засеев
- Сергей Рашевский
- Роман Григорян